# Kamnje, Ajdovščina
Kamnje este o localitate din comuna Ajdovščina, Slovenia, cu o populație de 195 de locuitori.